# Edmund Różycki

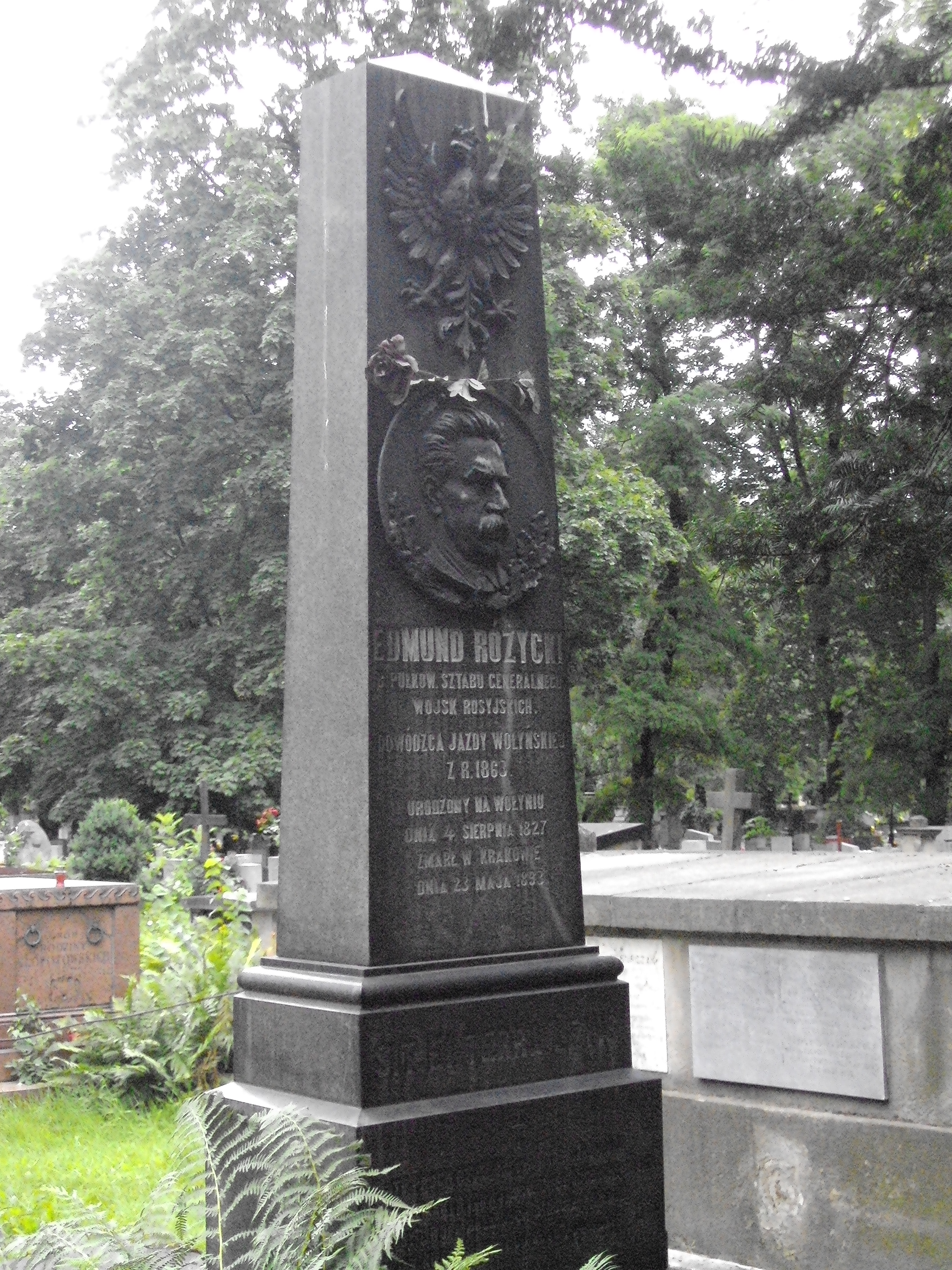
Grób

Edmund Różycki (ur. 16 sierpnia 1827 w Agatówce na Wołyniu, zm. 23 maja 1893 w Krakowie) – naczelnik wojenny województwa wołyńskiego w powstaniu styczniowym, naczelnik Wydziału Prowincjonalnego Rusi, który był podporządkowany Komitetowi Centralnemu Narodowemu, dowódca tzw. jazdy wołyńskiej. Różycki kontynuował rodzinną tradycję powstańczą, zapoczątkowaną przez ojca Karola, oficera napoleońskiego i uczestnika powstania listopadowego.

## Życiorys

### Młodość
Edmund Różycki urodził się 16 sierpnia 1827 roku w Agatówce, 18 kilometrów na północ od Berdyczowa, w rodzinnym majątku Różyckich, jako najmłodsze dziecko Karola i Marii z Czajkowskich. Według anegdoty, w czasie powstania listopadowego do domu w Hucie Cudnowskiej, gdzie aktualnie przebywał, wkroczyła carska policja i zapytała chłopca: „Gdzie Tato?” Mały Mundek miał odpowiedzieć: „poszedł bić Moskali”. – A ty, jak wyrośniesz, co będziesz robił? – indagował oficer. – I ja będę bił! Rząd rosyjski zamierzał uprowadzić Edmunda, a także jego starszego brata Stanisława, by móc szantażować ojca, ale rodzina zdołała ukryć obu chłopców na terenie austriackiej Galicji. Karol wraz ze starszym synem udali się na emigrację, natomiast Edmund został przemycony przez zaufanego człowieka z powrotem na Wołyń. Ukrywał się tam pod zmienionym nazwiskiem, prawdopodobnie jednak policja wpadła na jego trop i musiał szukać schronienia u Zuzanny Pilchowskiej w Kijowie, a po jej śmierci – u pp. Szymanowskich. W 1840 władze odkryły jego tożsamość i odesłały do Petersburga „pod opiekę” bratu cara Mikołaja, wielkiemu księciu Michałowi, który pełnił funkcję szefa rosyjskich szkół wojskowych. Jeśli wierzyć Marianowi Dubieckiemu, autorowi szkicu biograficznego o Różyckim, w czasach petersburskich sprawował nad nim opiekę pewien weteran 1831 roku, posiadający polski modlitewnik. Można domniemywać, że Edmund wszedł również w kontakt z młodzieżą polską uniwersytetu petersburskiego, aczkolwiek nie potwierdzają tego poważne źródła. W każdym razie udało się go uchronić przed rusyfikacją.

### W wojsku carskim
W 1847 roku Różycki wstąpił do służby wojskowej w artylerii. Rok później, jako politycznie podejrzany w związku z wydarzeniami Wiosny Ludów, został zesłany pod strażą na Kaukaz. Pełnił tam obowiązki sztabowe – służył m.in. w akcjach pacyfikacyjnych wymierzonych przeciw góralom w Dagestanie. Po stłumieniu ruchów wolnościowych w Europie udał się w 1851 roku z powrotem do Petersburga. Niebawem został przyjęty do Akademii Wojskowej i uzyskał stopień porucznika. W roku 1854, już w randze kapitana sztabu generalnego, wrócił na Kaukaz, gdzie przebywał cztery lata, walcząc przeciw Turcji, po czym wystarał się o 11-miesięczny urlop. Wykorzystał go, odwiedzając ojca i brata, a także rodzinę na Wołyniu. Zwiedził ponadto Francję, Szwajcarię i Włochy. W Paryżu nawiązał kontakty z poetą Sewerynem Goszczyńskim, dawnym kolegą ojca z oddziału Dwernickiego i znanym towiańczykiem. Po powrocie z zachodu musiał raz jeszcze udać się na Kaukaz. Przebywał tam w latach 1858–1860, po czym udało mu się uzyskać zgodę na przeniesienie do Żytomierza, do sztabu III korpusu armii rosyjskiej. W listopadzie 1861, myśląc już niewątpliwie o przystąpieniu do ruchu narodowowyzwoleńczego, wziął dymisję w stopniu podpułkownika. Według jednej z relacji, na odchodnym dostał gros orderów, a cała ceremonia pożegnalna miała bardzo uroczystą oprawę.

### Konspiracja
Po wystąpieniu z wojska carskiego Różycki prowadził podwójne życie: oficjalnie pracował zarobkowo przy pracach mierniczych, nieformalnie zaś związał się z komitetem organizacji czerwonych w Kijowie. We wrześniu roku 1862 odwiedził go Stefan Bobrowski, pragnący scalić „Organizację” w Kongresówce z ruchem ukraińskim. W tych okolicznościach Różycki podporządkował Komitet Prowincjonalny Rusi warszawskiemu Komitetowi Centralnemu Narodowemu (KCN) i stanął na jego czele. Pierwszy skład Komitetu Prowincjonalnego nie jest jasny, aczkolwiek na pewno znajdowali się w nim obok Różyckiego dr Izydor Kopernicki i Aleksander Jabłonowski. Warto przy okazji dodać, że kierownictwo ruchu nie było przywiązane do jednego miejsca – przebywało rotacyjnie w Żytomierzu, Kijowie i Kamieńcu Podolskim, a więc w kluczowych miastach składowych części Rusi: Wołynia, Ukrainy i Podola. W listopadzie i grudniu Różycki wraz ze współpracownikiem Antonim Chamcem przebywali w charakterze przedstawicieli Rusi na naradach z KCN w Warszawie. Określono granice autonomii Komitetu Prowincjonalnego: miał on wprawdzie przedstawiać comiesięczny raport z prowadzonej działalności, jednakże zachował prawo decydowania nie tylko o terminie wszczęcia walki, ale o jej podjęciu w ogóle, gdyby okoliczności były niesprzyjające, tzn. gdyby niepewna była reakcja mas. W czasie spotkania Różycki i Chamiec sugerowali nieznaczne przesunięcie powstania – ze stycznia na maj. Cel ten został osiągnięty i początek akcji zbrojnej istotnie wyznaczono na maj roku 1863. Właściwy plan został doprecyzowany w Sidorowie, w czasie spotkania Różyckiego z gen. Józefem Wysockim i Zygmuntem Miłkowskim, którzy dowodzić będą oddziałami galicyjskim i mołdawskim. W wymiarze taktycznym założono, iż Edmund Różycki, stojący na czele oddziałów wołyńskich, będzie przedzierać się w stronę Galicji, by dołączyć do nadciągającego z tamtej strony Wysockiego. Datę wystąpienia zbrojnego wyznaczono na 8 maja. Z punktu widzenia hierarchii wojskowej, dowódcą całej operacji miał być Wysocki, od 3 kwietnia „naczelny dowódca sił zbrojnych województwa lubelskiego i ziem ruskich.”
Do czasu wystąpienia zbrojnego, Komitet Prowincjonalny Rusi przygotowywał się materialnie, organizacyjnie i propagandowo, kolportując proklamacje, powielając Złotą Hramotę, a także inspirując śpiewanie „hymnów”, tzn. pieśni patriotycznych. Trzeba jednak podkreślić, że owa podziemna działalność była utrudniona, szczególnie od wiosny 1863, kiedy policja najpierw odkryła konspiracyjną drukarnię w Kijowie, a potem rozbiła jedną z tamtejszych komórek organizacji miejskiej.

### Powstanie
Zgodnie z umową sidorowską Różycki rozpoczął działania zbrojne 8 maja 1863, chociaż już dzień wcześniej wyprowadził ok. 850-osobowy oddział konny z Żytomierza na uroczysko „Pustocha”, niedaleko wioski Karpowiec. Pomimo istnienia licznego elementu polskiego na Wołyniu, a także ogłoszenia dokumentów o natychmiastowym uwłaszczeniu chłopów (tzw. złotych hramot), Różyckiemu nie udało się doprowadzić do powstania powszechnego. Ze smutkiem należy skonstatować, że chłopi raz jeszcze poszli drogą wskazaną im przez carską propagandę. Struktura oddziału Różyckiego w ogólnym zarysie przedstawiała się, jak następuje:
- Sztab: Stanisław Dunin, komisarz Rządu Narodowego; kapelan Eustachy Szczeniowski; adiutanci: Aleksander Frankowski, Sierzputowski, Józef Miaskowski
- Dowódcy szwadronów: August Mazewski, Prozor, Józef Machczyński, Konopacki, Włodzimierz Szaszkiewicz (przyłączył się w czasie wyprawy na Podole)

9 maja Wołyńczycy zajął bez walki miasto Lubar, którego załogę wzięto do niewoli, a następnie wypuszczono. W myśl założeń militarnych, jazda Różyckiego miała być kośćcem przyszłej armii rusińskiej, wokół niej powinny grawitować mniejsze grupy powstańców. Przez pewien czas strategię tę realizowano: oddział pozostawał w kontakcie ze zgrupowaniami Jana Chranickiego, które osłaniało prawą flankę i Władysława Ciechońskiego – idącego w awangardzie. Z Lubaru skierował się Różycki do Połonnego, które również zajął bez walki i gdzie być może strawił zbyt dużo czasu (5 dni), a następnie cofnął się w kierunku na wschód, aż spotkał Rosjan pod Miropolem, gdzie wywiązały się dwudniowe walki (16-17 maja). W sensie taktycznym bitwa została przegrana, albowiem Wołyńczycy ustąpili. Mimo iż były na to szanse, nie doszło do upragnionego połączenia z Chranickim. Różycki wymknął się jednak z obławy, manewrując najpierw na zachód, a potem na południe. 19 maja wziął do niewoli 39 Rosjan pod Worobijówką w powiecie zwiahelskim, a następnie przekroczył granicę Podola, próbując zorientować się, na jakie wsparcie może liczyć, aliści przyłączyło się doń jedynie 60 osób pod dowództwem Szaszkiewicza. Jako anegdotę warto przytoczyć fakt, iż na Podolu Różycki biwakował w jarze Hańczarycha, gdzie, według proroctwa Wernyhory, miał się rozegrać ostateczny bój między Polakami a Rosjanami. Rosjan wprawdzie nie znaleziono, ale żołnierze byli bardzo pokrzepieni na duchu. Oddział kierował się na Chmielnik, jednakże wobec braku perspektyw wzniecenia walk na Podolu, wycofał się ostro na północ do Lubaru, by tam ostatecznie podjąć marsz ku granicy austriackiej. Różycki przechodził przez miejscowości: Chrabużna, Hryców, Kośków, Malki i Butowce, aż 25 maja natknął się pod Laszkami na Rosjan i wydał im bitwę. Niestety, nie był jej stanie wygrać wobec przytłaczającej liczebności przeciwnika (15 tysięcy żołnierzy). Warto jednak wspomnieć, że otrzymał tego dnia wsparcie w postaci 45-osobowego oddzialiku Eustachego Klukowskiego, który ocalał z bitwy pod Minkowcami.

### Salicha
Oddział Różyckiego, liczący w tym momencie 260 osób (5 szwadronów, z czego trzy niekompletne) spędził noc w Medwedówce Starej. Następnego dnia ruszył traktem prowadzącym ze Starego Konstantynowa w stronę Jampola. Po kilku godzinach marszu tylna straż zaalarmowała o zbliżaniu się Rosjan. Siły nieprzyjaciela były 3 razy większe i wyniosły 3 roty piechoty oraz 120-osobowy oddział kozaków – w sumie ok. 720 osób. Tak doszło do pamiętnej bitwy pod Salichą (ukr. bytwa a. bij pid Sałychoju), jednego z najbardziej błyskotliwych zwycięstw kampanii Różyckiego i całego powstania styczniowego. Był 26 maja 1863 roku. Różycki, zorientowawszy się w sytuacji, przyspieszył kroku, by dotrzeć do znajdującego się we wsi mostu, zanim uczynią to Kozacy; przeszedłszy wieś, skierował się na północ, w stronę Jampola, a następnie zwrócił oddział na południe w taki sposób, że lewą flankę oparł o błotnisty wąwóz. Tymczasem rosyjscy tyralierzy zbliżyli się na odległość strzału i otworzyli ogień. Różycki uformował oddział w dwa szeregi, po dwa szwadrony w każdym i rozpoczął szarżę. Tak, jak pod Somosierrą, kawaleria pędziła pod gradem kul, mając jednak na wyposażeniu przede wszystkim piekielne lance. Broń ta, mimo iż wydawała się przestarzałą, świetnie przysłużyła się w bitwie – Polacy wyrąbali sobie drogę przez kolumny rosyjskie na drugą ich stronę. Wielu Rosjan poległo tego dnia, łącznie z dowódcą kapitanem Łomonosowem. Ci, którzy przeżyli, uciekali w popłochu. Do anegdotycznych należy opowieść o kapitanie Michnowie, dowódcy II kompanii piechoty, który całą bitwę przesiedział pod wzmiankowanym już mostem, za co czekał go później sąd wojenny. Po tym decydującym natarciu w pobliżu pola walki pojawiły się jeszcze 3 roty rosyjskie, ale widząc ogrom zniszczeń, nie ośmieliły się podejść. Droga do granicy galicyjskiej była otwarta. Oddział Różyckiego przekroczył ją dwa dni później w miejscowości Szczęsnówka, tam uległ rozwiązaniu i rozpłynął się w powietrzu. Tak zakończył się najbardziej chlubny, a jednocześnie niezwykle blaskomiotny epizod powstania styczniowego na Rusi.

### Dalsze losy w powstaniu
Wobec asekuranckiej postawy Wysockiego planowane połączenie jego oddziału z jazdą wołyńską nie doszło do skutku: dowódca wyprawy galicyjskiej wkroczył na Wołyń, kiedy Różyckiego nie było już tam od miesiąca. Co więcej, 2 lipca został rozbity w bitwie pod Radziwiłłowem (zakończonej niepowodzeniem 2 lipca 1863 i wkrótce aresztowany przez władze austriackie. Powstanie na Rusi straciło zatem swojego formalnego przywódcę. W takich okolicznościach 10 lipca Rząd Narodowy mianował Różyckiego wodzem naczelnym ziem ruskich i awansował go na stanowisko gen. brygady, wyasygnował dlań także kwotę 200 tys. złotych. Różycki dysponował w Galicji stosunkowo liczną siłą zbrojną (sięgającą 5 tys. ludzi), jednak brak szerszego akcesu włościan do powstania, kunktatorska postawa Zarządu Podola, a pośrednio również ogólnie niekorzystne wrażenie zrywu majowego skazały kolejną interwencję na Wołyniu na niepowodzenie. Wypady lotnych oddziałów konnych do województwa włodzimierskiego organizowano nieregularnie, a ich celem raczej było stworzenie wrażenia, że powstanie nie zamarło zupełnie, niż realizacja założeń strategicznych. W tym czasie do Galicji przybył sędziwy ojciec Edmunda, pragnący wziąć udział w walce, jednak zorientowawszy się w sytuacji, szybko wrócił do Paryża. Różycki asystował w listopadzie przy utworzeniu Wydziału Rządu Narodowego w Galicji, lecz już niebawem miał wypełnić zadanie zgoła inne. Ówczesny dyktator powstania, Romuald Traugutt, wysłał go do Konstantynopola z misją zasięgnięcia informacji co do szans utworzenia tam siły zbrojnej, która miałaby zostać przerzucona na Ruś. Niewątpliwie, otrzymaniu tak delikatnego poruczenia pomogło bliskie pokrewieństwo z Michałem Czajkowskim vel Sadykiem Paszą (matka Różyckiego była siostrą poety). Przed wyjazdem Różycki scedował dowództwo nad pułkiem gen. Janowi Chaleckiemu, resztę zaś spraw – przede wszystkim organizacyjnych – powierzył płk. Janowi Stelli-Sawickiemu ps. „Struś”. Raport z trwającej kilka tygodni wyprawy tureckiej wysłał Różycki już z Paryża. Wnioski, które w nim zawarł, można streścić następująco: agent Hotelu Lambert nad Bosforem – Władysław Jordan – działał ze wszech miar nieudolnie, a wyprawa zbrojna z Turcji na Ruś pochłonęłaby 4 miliony. Drogo, więc należałoby zerwać ze środowiskiem reakcyjno-szlacheckim w Polsce i oprzeć się na masach ludowych. Na takie dictum acerbum Traugutt odpowiedział, że milionami nie dysponuje, a z reakcją nigdy nie trzymał. Memorandum odłożono ad acta… Tak skończyła się służba Różyckiego w powstaniu styczniowym.

### Emigracja i powrót do kraju
Różycki spędził na emigracji w Paryżu w sumie 8 lat (1864–1872). Nie był nieaktywny: trzymał się blisko generała Hauke-Bosaka, zasiadał w zarządzie Stowarzyszenia Bratniej Pomocy, został wybrany do władz Zjednoczenia Emigracji Polskiej (uzyskał 371 głosów), mimo iż wycofał się zeń po tygodniu wskutek sporu ideologicznego, w którym opowiedział się po stronie towiańczyków. Na tym jednak nie kończy się jego emigracyjna aktywność: wystąpił w obronie swego rodaka i kompana z oddziału wołyńskiego, Berezowskiego, którego oskarżano o zamach na cara Aleksandra II w Paryżu. W sierpniu 1870 wziął udział w naradzie z udziałem paryskich kół wojskowych nad możliwością stworzenia legionu polskiego. Popierał Francję przeciw Prusom w wojnie 1870 roku, chociaż był to dla niego trudny okres z powodu śmierci ojca. Niebawem wydał również broszurę zatytułowaną „Quelques cris d’amour et de douleur sur l’état actuel de la France” [Kilka słów zachwytu i ubolewania nad obecnym stanem Francji], w której potępiał poczynania komunardów paryskich z roku 1871. W tym samym roku sąd wojskowy w Kijowie skazał go na wieczne wygnanie z Rosji, jednakże już rok później uzyskał od monarchii austro-węgierskiej prawo wjazdu do Galicji, z czego naturalnie skorzystał. Po powrocie do Polski został rewidentem Towarzystwa Ubezpieczeń Wzajemnych – jego praca polegała na inspekcji agentów przedsiębiorstwa, co wiązało się z licznym podróżami, oczywiście tylko w granicach zaboru austriackiego. Powtórzył w ten sposób historię swojego ojca, który ongiś swoją żonę i dzieci pozostawił pod zaborem rosyjskim, pod opieką Józefa Bobrowskiego, ojca Stefana i Tadeusza. W tym czasie nie udzielał się już towarzysko, brał jedynie udział w uroczystościach 50-lecia powstania listopadowego, wkrótce zaczął chorować na serce. Umarł 23 maja 1893 w Krakowie. Pochowany został na cmentarzu Rakowickim, w otoczeniu kwater powstańców 1830 i 1863 roku. Na obelisku, wzniesionym dzięki staraniom Towarzystwa Ubezpieczeń, widnieje inskrypcja – wiersz Adama Asnyka:

Tu proch rycerski prawego człowieka
na zmartwychwstanie swej ojczyzny czeka,
Gdy z Wolą Bożą duch jego na przedzie
jak niegdyś braci do boju powiedzie
Matce Ojczyźnie dał swój żywot cały
Wielki w miłości i wielki w pokorze
Polsko, na chwilę odwetu i chwały
daj Tobie więcej takich synów Boże.

Granitowy pomnik, odsłonięty 1 listopada 1893 roku, z wizerunkiem orła i popiersiem Różyckiego wykonano w pracowni Józefa Kuleszy.  Zmarli powstańcy 1863 roku zostali odznaczeni przez prezydenta RP Ignacego Mościckiego 21 stycznia 1933 roku Krzyżem Niepodległości z Mieczami.